# Budapest Grand Prix 2012
Budapest Grand Prix 2012 var en professionel tennisturnering for kvinder, der blev spillet udendørs på grus. Det var den 18. udgave af Turnerungen som var en del af WTA Tour 2012. Turneringen blev afviklet i Budapest i Ungarn fra den 30. april til den 5. maj 2012.

## Finalerne

### Damesingle
Uddybende artikel: Budapest Grand Prix 2012 (damesingle)
- Sara Errani –  Elena Vesnina, 7–5, 6–4
- Det var Erranis tredje titel i 2012 og hendes femte i karrieren.

### Damedouble
- Janette Husárová /  Magdaléna Rybáriková –  Eva Birnerová /  Michaëlla Krajicek, 6–4, 6–2